# Graham Simpson
Graham Simpson (Mánchester, Lancashire, Inglaterra 13 de octubre de 1943 - Londres, Inglaterra, 16 de abril de 2012) fue un músico multinstrumentista, conocido por haber sido miembro fundador y bajista original de la banda Art y Glam rock Roxy Music, al lado de su amigo y compañero de universidad Bryan Ferry, habiendo participado en el primer álbum homónimo del grupo en 1972.
En sus primeros años aprende a tocar el violín, el chelo, la guitarra y el bajo. Se hace amigo de Bryan Ferry en Newcastle, estudiando juntos en la universidad y tocando juntos en la banda The Gas Board, que se separa para luego regresar a Mánchester, donde se une a Cook-A-Hoop, junto con Bruce Mitchell, futuro baterista de The Durutti Column. 
Después, se reencuentra con Ferry, formando ambos Roxy Music. Con la banda hace los primeros conciertos, graba el primer Peel Sessions y el primer álbum, Roxy Music. Sin embargo, Por esa época, va sufriendo una depresión, lo que causa que salga de la banda. Posteriormente, se integra al movimiento sufista y viaja a Marruecos, Grecia, México, India y otras partes de África, regresando a Inglaterra en 1982, estableciéndose en Londres.
En 2010 reaparece ante la escena musical en un video titulado Nothing But The Magnificent que contenía una pequeña entrevista. Simpson murió el 16 de abril de 2012, a los 68 años de edad.